# 大井行頼
大井 行頼（おおい ゆきより）は、戦国時代の武将、信濃国岩尾城主。大井行真の子。通称・弾正忠、岩尾弾正とも。

## 生涯
信濃国守護代の大井氏の庶流・岩尾大井氏の出身。天文5年（1536年）武田信虎が信濃佐久郡海ノ口城の平賀玄信を攻めた時、玄信を援け相共に防戦した。天文8年（1539年）父が没したため、家督を相続する。
天文12年（1543年）武田信玄の侵攻にあい、真田幸隆の勧めに従って佐久郡の他の諸将と共に信玄に降る。その後、天文16年（1547年）佐久郡志賀城攻め、天文17年（1548年）上田原の戦いなど、信玄の信濃攻略の先鋒として戦った。天文20年（1551年）武田氏に出仕し（『高白斎記』）、子の行吉を証人として提出している。
永禄4年（1561年）川中島の戦いでは、行吉と共に戦った。元亀3年（1572年）7月7日、岩尾城で死去。享年64歳。